# 黑山死刑制度
黑山于1798年正式在法律上确立死刑制度。2002年6月19日，黑山宣布废除死刑。
黑山于1981年1月29日执行最后一次死刑，行刑方式是枪决。最后两例判决死刑的案件是在2001年10月11日宣判的。1992年，塞尔维亚和黑山宪法废除了包括战争罪等罪名的死刑适用。2002年，经过议会辩论，黑山决定废除死刑。